# La rivolta dei santi maledetti
La rivolta dei santi maledetti è un saggio narrativo dello scrittore italiano Curzio Malaparte, pubblicato con il nome Curzio Erich Suckert, per la prima volta nel 1921 con il titolo Viva Caporetto e sequestrato dalla censura, quindi ripubblicato nel 1923 come La rivolta dei santi maledetti e nuovamente sequestrato; venne pubblicato integralmente solo nel 1980, a cura dello storico Mario Isnenghi.

## Trama
Il libro racconta, in modo del tutto anticonvenzionale e con intento decisamente provocatorio (a partire dal titolo, nel quale s'inneggia alla grande - e allora recente - vergogna nazionale della rotta di Caporetto) la storia del popolo in armi, cioè della partecipazione degli italiani alla Prima guerra mondiale.
La tesi di Malaparte è che la catastrofe di Caporetto nasce dall'insipienza dei generali e dall'irresponsabilità della classe politica, e salva della nazione solo i "santi maledetti" (cioè gli umili soldati di fanteria) e quei giovani rappresentanti dei ceti medi che coi soldati hanno condiviso gli orrori e le sofferenze della guerra di trincea (gli ufficiali subalterni).
Nella rotta di Caporetto, Malaparte vede non la vigliaccheria dei soldati, ma l'incompetenza degli ufficiali superiori, e la ribellione della truppa a una guerra mal condotta, che fino a quel momento era costata la vita di oltre 350.000 italiani. Caporetto è quindi, secondo Malaparte, da considerare come l'inizio di una rivoluzione italiana, simile a quella russa, che però si spense immediatamente a causa della mancanza di capi che la sapessero dirigere.
Nel libro, Malaparte fa capire che la vecchia classe dirigente andrebbe rimpiazzata proprio dalle giovani generazioni della borghesia, quei "buoni ufficiali delle trincee e dei reticolati, i francescani, i «pastori del popolo»", che dopo la guerra aderiranno al fascismo, come d'altra parte farà lo stesso Malaparte.
Il libro è tra le più originali riflessioni socioculturali sulla prima guerra mondiale e sull'impatto che ebbe su una società, come quella italiana, ancora poco attrezzata culturalmente per affrontarla. La tecnica narrativa adottata da Malaparte, inoltre, è del tutto originale (qualcuno ha parlato del libro come di un "romanzo collettivo"), e in più pagine raggiunge una singolare intensità espressiva, facendo presagire il Malaparte delle opere maggiori.

## Edizioni
- Viva Caporetto, come Curzio Erich Suckert, Prato: Stabilimento Lito-Tipografico Martini, 1921.
- La rivolta dei santi maledetti, Roma: La Rassegna Internazionale, 1921, 1923, 1934.
- Viva Caporetto! La rivolta dei santi maledetti, introduzione di Mario Isnenghi, Milano: Mondadori, 1980, 1981.
- Viva Caporetto! La rivolta dei santi maledetti, secondo il testo della prima edizione 1921, a cura di Marino Biondi, con in appendice la prefazione alla seconda edizione romana del 1923, una storia editoriale del testo e una revisione testuale dall'edizione 1921 all'edizione 1923, Firenze: Vallecchi, 1995.